# Alternatív vélemények a magyar nyelv rokonságáról
Tudományosan bizonyított tény, hogy a magyar nyelv az uráli nyelvcsaládba, azon belül a finnugor nyelvek csoportjába tartozik. Azonban mások kétségbe vonják a finnugor nyelvrokonságot, és áltudományos megoldások segítségével tesznek kísérletet alternatív elméletek felállítására, melyeket kivétel nélkül tudományosan cáfoltak. 
A magyar nyelv uráli (azon belül: finnugor) eredete a XIX. század óta bizonyított tény, melyet a kor egyik legkiválóbb nyelvésze, Budenz József bizonyított be végérvényesen, aki a kor legjobb mestereinél tanulta a nyelvészetet. A finnugor eredetet bizonyítják a többi finnugor nyelvvel való nyelvtani párhuzamok, a finnugor eredetű alapszókincs, valamint a magyar és a többi finnugor nyelv közötti számos rendszeres hangmegfelelés is. A finnugor eredetet a magyar és a nemzetközi nyelvtudomány (így a Magyar Tudományos Akadémia is) egyaránt elfogadja. A finnugor eredetet egyesek mégis tagadják, jellemzően magyarellenes szándékkal. Az ilyen magyarellenes csoportok rendszerint azt állítják, hogy a magyar nyelv altaji eredetű. Ennek oka, hogy magyarellenes körökben a magyarokat a fehér Európától idegen, a kereszténységtől és az európai civilizációtól távol álló, barbár és civilizálatlan keleti népnek kívánják beállítani. A mongol–magyar nyelvi és genetikai rokonságról szóló áltudományos elméletet előszeretettel propagálják román, szlovák és szerb magyarellenes csoportok. Azonban a magyar nyelv finnugor eredetét nem tudják cáfolni, és saját, áltudományos elméleteiket nem tudják bizonyítani. Az áltudományos nyelvrokonítás ismérveit lásd itt: Alternatív nyelv-összehasonlítás.

## A magyar nyelv alternatív rokonításának története
Vámbéry Ármin 1869-ben Magyar és török-tatár szóegyeztetések címen adta ki munkáját. A könyv szerint a magyar finnugor eredetű nyelv, később kapcsolatba került turk nyelvekkel, melyektől rengeteg szót átvett. A mű nyomán kirobbant az ugor-török háború néven elhíresült nyelvtudományi vita, melynek során a két kiváló nyelvész, Budenz József és Hunfalvy Pál által felállított finnugor nyelvrokonságot igazoló elmélettel szemben alul maradt. Ezután Vámbéry nem foglalkozott többet a nyelvtörténeti elméletekkel.
Az alternatív elmélet hívei előszeretettel állítják be a magyar nyelv finnugor eredetét „politikai vagy nemzetellenes töltéssel rendelkező elméletnek”. Gyakran hivatkoznak egy Trefort Ágostonnak tulajdonított, de soha el nem hangzott idézetre. Ezen fikció szerint Trefort 1877-ben – mint vallásügyi és oktatási miniszter, sőt 1874-től az MTA igazgatója – a következőket nyilatkozta: „Én az ország érdekeit kell nézzem, és ezért a külső tekintély szempontjából az előnyösebb, a finnugor származás princípiumát fogadom el, mert nekünk nem ázsiai, hanem európai rokonságra van szükségünk. A kormány a jövőben csakis a tudomány ama képviselőit fogja támogatni, akik a finn-ugor eredet mellett törnek lándzsát.” Az állítólagos idézet először Hary Györgyné 1976-os, a Valóság c. cikkében jelent meg. Hary Györgyné nem jelölt meg semmilyen forrást az idézet igazolására; nem is jelölhetett volna meg forrást, hiszen az állítólagos idézet soha nem is hangzott el.
 Marton Veronika kutatásai alapján az idézet már id. Verrasztó József 1967 júliusában, Kolozsvárt kelt levelében is felbukkan, azonban az eredeti forrást ez a levél sem említi meg.
Zsirai Miklós Őstörténeti csodabogarak című munkájában (1943) felsorolja, hogy a magyar nyelvet a finnugor és török nyelveken kívül milyen más nyelvekkel egyeztették:
héber, egyiptomi, sumer, etruszk, hettita, baszk, perzsa, pelazg, görög, kínai, szanszkrit, angol, tibeti, tamil, korják, kamcsadál, jukagir, japán, ajno, dravida, maori, magar, csin, lepcsa, dafla, abor-miri, khasszi, mikir, munda, gondi, örmény, bodó, kocs, garo, kacsari, manipur, teluga, migal, brahui, tapka, manyók, szokpa, hórpa, szerpa, szunvár, garung, rodong, csuruszja, kulungya, bahingya, lehorong, szangpang, dumi, bután, kamu, humi.
Az alternatív nyelvelméletek hívei gyakran összekeverik, vagy szándékosan összemossák a néprokonságot (vér szerinti genetikai származást) a nyelvrokonsággal.
Az alternatív nyelvelméletek inkább követik a multidiszciplináris elvet, mivel figyelembe veszik a régészet és a történettudomány eredményeit is. A nyelvészet ebben az esetben a történelem segédtudománya, és a helyén kell kezelni. Az alternatív elméletek szerint ha egy nyelvelmélet olyan dolgot állít, amely történetileg nem igazolható, akkor a nyelvelmélet helytelen, nem a történettudomány.

## Alternatív elméletek
Az alternatívák elsődleges kiindulási alapja, hogy elvetik a finnugor nyelvek felé mutató nyelvi kapcsolat alaprétegbeliségét (vagy legalábbis annak kizárólagosságát, utalva arra, hogy szerintük pontosan ugyanazok a szavak más nyelvcsaládokkal is rokonok), esetleg az átvételek irányát és/vagy a nyelvfejlődési modellt vitatják. Az alternatív elméletek szerint az ugor nyelvcsalád (vagy finnugor vagy ural-altáji) a közös szókincséhez egy közlekedő nyelven keresztül is juthatott, amely közlekedő nyelv alapja a magyar nyelv őse is lehetett. Mindenesetre a magyarban találhatók meg legnagyobb számban egyszerre azok a fontos nyelvi jellemzők, amelyek alapján magát a finnugor nyelvcsalád elméletét felállították [forrás?]. Erre egy példa a kicsinyítő képzők, amelyek az uráli és a finn nyelvekben egyszerűek (csa/i, illetve ka/e/i), a magyarban viszont mindkettő megtalálható.
A magyar nyelv számos olyan jellemzőt mutat, amelyek más nyelvek felé is vezethetnek, amennyiben azt tekintik alaprétegnek. A nyelvi alaprétegek alapján több elmélet létezik.[forrás?]

### Magyar–türk (turáni) elmélet
A magyar-türk nyelvrokonság elmélete Vámbéry Ármin 19. századi kutatásait eleveníti fel. Eszerint a magyar az altaji nyelvcsaláddal, ezen belül a türk nyelvekkel és a hun nyelvvel áll közelebbi rokonságban. Az altaji nyelvcsalád a török vagy türk (ujgur, kirgiz, oszmán-török, kun stb.), mongol, mandzsu, hun, avar stb. nyelveket öleli föl, de egyesek távolabbi rokonságba hozzák vele a finnugor nyelveket is. Ilyen értelemben szoktak urál-altaji nyelvekről beszélni, amelyben az uráli a finnugor nyelveket jelöli. Az elmélet mellett szólnak a nyelvszerkezeti, nyelvtani hasonlóságok és bizonyos szókincsbeli egyezések mellett a magyarság belső-ázsiai, turáni kulturális kapcsolatai, a zenei, néprajzi, életmódbeli párhuzamok, továbbá történeti hagyományaink hun-magyar azonosságtudata.
A finnugor, illetve a török elmélet képviselői a 19. században élénk vitát folytattak, amely ma ugor-török háború néven ismert. Itt a finnugor nyelvrokonság kizárólagossága (ezt képviselte az ugor oldal), valamint a magyar nyelv kettős, finnugor és török jellege melletti érvek (ezt képviselte a török oldal) álltak szemben egymással. A vitát egyik oldal sem nyerte meg, mivel Vámbéry nem utasította el a finnugor nyelvrokonságot, a másik oldal viszont nem volt hajlandó elfogadni a török rokonságot, habár nem tudták cáfolni Vámbéry érveit. Vámbéry elmélete ma leginkább a Sándor Klára nevéhez köthető magyar-török kétnyelvűség elméletében él tovább, de a makrocsaládok létének statisztikai alátámasztása is Vámbéryt igazolja.

### Sumer–magyar nyelvelméletek
A sumer–magyar nyelvrokonság kapcsolatának feltételezése és vizsgálata a sumer nyelv felfedezésétől datálható, az elmélet első felvetői nem magyarok [forrás?], hanem a nyelv első leírói voltak, akik eredetileg egy igen tág, sumer-turáni-altaji nyelvi egységben gondolkodtak. A két nyelv kapcsolatát ma is többen vizsgálják – elsősorban külföldön élő magyarok -, különböző módszerekkel. Ehhez azonban hozzájárul az a módszertani alapkérdés, miszerint a finnugor nyelvrokonság tényének követői szerint rendszeres hangmegfeleltetésen alapuló nyelvvizsgálat az egyetlen módja a nyelvfejlődés tudományos vizsgálatának. Az alternatív elméletek nagyobb része elveti e módszer univerzális alkalmazhatóságának lehetőségét, és a nyelvek változásának más, általuk kutatott jellegzetességeit helyezik előtérbe.
A sumer–magyar nyelvelméletek skálája a két véglet (a magyarok a sumerek közvetlen leszármazottai; illetve valamennyi hasonlóság csupán a véletlen műve) között számos reálisabb (és könnyebben alátámasztható) elméletet is magába foglal: a magyar nyelv ősébe kerülhettek sumer eredetű szavak, vagy akár mindkét nyelvben származhatnak egy korábbi közös ősnyelvből (nosztratikus vagy még korábbi) is.

### A kabard–magyar nyelvrokonság elmélete
Az elmélet első képviselője és rendszerezője Szentkatolnai Bálint Gábor nyelvész volt, aki kaukázusi utazásai során azt a véleményt fogalmazta meg, hogy a magyar nyelv rokonítható a kabard nyelvvel. A nyelvész ezt a rokonságot nemcsak nyelvtanilag, hanem történetileg és kulturálisan is be akarta bizonyítani A honfoglalás revíziója című művében. Teóriája szerint a hunok a történelem során nem olvadtak fel teljesen az Európába vándorló nomád népekkel, hanem egy részük a Kaukázus környékén maradt, másik részük pedig később ismét megjelent a Kárpát-medencében. Elmélete szerint a hunoknak két leszármazottjuk volt: a kazárok és az avarok. A Kaukázusban élő kabardok pedig a kazárok közvetlen leszármazottjai, akiket nem tartott kaukázusi őslakónak. Ő mindkét nyelvet az ún. turáni nyelvcsaládba sorolta (ami megegyezik a mai urál-altáji nyelvcsalád-elmélettel), de egy sajátos, a töröktől mégis különböző nyelvnek tartotta. Elméletében az ugor behatást se zárta ki: véleménye szerint Bíborbanszületett Konstantin által említett, a magyarokhoz csatlakozó "szabartoiaszfaloi" nevű nép is ilyen volt. Elméletének nagyobb hibái közül inkább az a legnagyobb, hogy a nyelvfejlődés tényével nem törődve a kabardot teljesen elszigetelt, nagyon keveset változó nyelvként kezelte. Ez azonban megérthető abból, hogy a kabard a nyelvész korában nem volt írott nyelv, és szavainak legnagyobb hányada máig egytagú, ezért az etimológiai levezetések relevánsok is lehetnek. Mivel a háború után munkássága feledésbe került, ezért elmélete nem került megvitatásra. Utoljára Sándor Pál volt, aki az 1903-ban Kolozsvárban megírt Magyar és a kabard nyelv viszonya című írásában ezzel újra foglalkozott.

### A kínai–magyar nyelvrokonság elmélete
Podhorszky Lajos – akinek munkásságát 1858-ban levelezői tagsággal ismerte el az MTA – 1876. március 13-án tartotta meg „A magyar képzők és ragok megfejtése sinai gyökszók által” című akadémiai székfoglalóját. A nyelvész kapcsolatot vélt felfedezni a magyar és a kínai nyelv között (pl. hiep: fej, tu: út szóegyezésekkel próbálta bizonyítani a két nyelv rokonságát). Erről írt is egy vaskos, 344 oldalas kötetet, ami Párizsban jelent meg 1877-ben. Mellesleg egy hun–magyar őstörténetet is alkotott magának, de erről nem maradt fenn sok részlet, mivel korábbi felvetéseit többször gúny tárgyává tették. 
Podhorszky elképzeléseit a kínai–magyar nyelvrokonságról Budenz József tételesen cáfolta az MTA egyik ülésén 1877-ben.

### Bibliai szóhasonlítások
A Bibliában található magyar neveket vizsgálja.

### Tamana-kutatás
A világ bármely táján föllelhető és a Kárpát-medencében is előforduló földrajzi nevek hasonlóságát, egyezőségét vizsgálja.

### Az etruszk–magyar nyelvrokonság elmélete
Legutóbb az etruszk–magyar nyelvrokonság elmélete került előtérbe Mario Alinei olasz nyelvész kutatásai alapján. Valójában Alinei nem kifejezetten etruszk–magyar nyelvrokonságról beszél, hanem azt állítja, hogy az etruszkok nyelve a finnugor nyelvek közé tartozik, bár az elmélet végkövetkeztetése az, hogy az etruszk nyelvhez a magyar áll a legközelebb.
A hasonlóság a puszta alaki egyezéseken túlmenően az írásrendszerre és a betűk kiejtésére is vonatkozik.
| Magyar ábécé latin betűkkel | a   | á   | b   | c       | cs   | d   | dz   | dzs  | e        | é   | f   | g   | gy  | h   |
| magyar kiejtése             | a   | á   | bé  | cé      | csé  | dé  | dzé  | dzsé | e        | é   | ef  | gé  | gyé | há  |
| etruszk változat            | ay  | –   | bee | cee/kay | csuh | dee | dzuh | –    | ee       | –   | ef  | gee | –   | haa |
| --------------------------- | --- | --- | --- | ------- | ---- | --- | ---- | ---- | -------- | --- | --- | --- | --- | --- |
| etruszk ábécé               |     | –   |     | /       |      |     |      | –    |          | –   |     |     | –   |     |
| rovásírás                   |     |     |     |         |      |     |      |      |          |     |     |     |     |     |
| Magyar ábécé latin betűkkel | i   | í   | j   | k       | ak   | l   | ly   | m    | n        | ny  | o   | p   | q   | r   |
| magyar kiejtése             | i   | í   | jé  | ká      | ak   | el  | lyé  | em   | en       | eny | o   | pé  | ku  | er  |
| etruszk változat            | ai  | –   | jay | kay/cee | –    | el  | –    | em   | en       | –   | ow  | pe  | que | ar  |
| etruszk ábécé               |     | –   |     | /       | –    |     | –    |      |          | –   |     |     |     |     |
| rovásírás                   |     |     |     |         |      |     |      |      |          |     |     |     | –   |     |
| Magyar ábécé latin betűkkel | s   | sz  | t   | ty      | u    | v   | w    | x    | y        | z   | zs  |     |     |     |
| magyar kiejtése             | es  | esz | té  | tyé     | u    | vé  | vé   | iksz | ipszilon | zé  | zs  |     |     |     |
| etruszk változat            | suh | esz | tee | tyuh    | yu   | vee | wee  | eksz | (wai)    | zed | wai |     |     |     |
| etruszk ábécé               |     |     |     |         |      |     |      |      | ()       |     |     |     |     |     |
| rovásírás                   |     |     |     |         |      |     |      |      |          |     |     |     |     |     |

A hasonlóság azonban máshonnan is származhat. Lásd: etruszk ábécé#Betűik.

### Az ősnyelv elmélete
Az ősnyelvkutatás egészen új keletű tudomány. Két fő iránya van. Az egyik az úgynevezett nosztratikus nyelvcsalád kutatása. A finnugor nyelvrokonság és az alternatív elméletek közti látszólagos ellentmondást feloldják a makronyelvcsalád-elméletek, ezek alapján a magyar nyelv az uráli-jukagir, illetve az urál-altaji makrocsaládba sorolható be, amelyek az eurázsiai makrocsaládba, tágabban a nosztratikus makrocsaládba tartoznak. Vannak elméletek, amelyek megkülönböztetnek egy ennél is tágabb, ún. boreális nyelvcsaládot, valamint az összes nyelvet egyetlen közös ősre is megpróbálják visszavezetni (ún. proto-humán nyelv). A makrocsaládok koncepcióját a legtöbb nyelvész azok létjogosultságának statisztikai alátámasztása ellenére sem fogadja el, szerintük ezek az elméletek nem figyelnek a nyelvi modell történeti realitására, mivel ezek a kapcsolatok (ha vannak) túl ősiek ahhoz, hogy a nyelvészet eszközeivel vizsgálni lehessen. A magyar alapszókincs legtöbb szava rokonítható az uráli nyelveken kívül a feltételezett makronyelvcsaádok más nyelveivel is (gyakran szabályos hangmegfeleleésekkel). Ez a legalapvetőbb szavakra, így pl. a személyes névmásokra is érvényes, ezeket azonban a legtöbb etimológiai szótár egyszerűen uráli eredetűnek tünteti fel, nem foglalkozva az ennél ősibb, a nyelvcsaládok klasszikus bináris modelljén átívelő párhuzamaikkal.
A másik a szóbokor- vagy más néven szógyökrendszerből indul ki. Az elmélet szerint a magyar nyelv egységes szóbokor rendszere nem jöhetett létre a nyelvtudomány által feltételezett mértékű utólagos keveredésekből. A szóbokrok hálózata átszövi a nyelvet, és ez a hálózat szerves és egységes. Az elmélet képviselői (pl. Marácz László, Krizsa Katalin) szerint ezt a magyarban könnyen látható egyszerű tényt a hivatalos magyar nyelvtudomány tagadja és az általuk alapműnek tekintett Czuczor-Fogarasi szótárt, illetve a külföldön is használatos belső rekonstrukció módszerét ignorálja. A hálózat széttöredezve megtalálható más nyelvekben is, de csak romjaiban, míg a magyarban teljesen vagy nagyságrendekkel teljesebben. A más nyelvekből átvett szavak vagy gyökeret vertek, azaz a megfelelő szógyök jelentéskörébe vonódtak vagy csak speciális használati körben maradtak meg vagy kihullottak az adott nyelvből. Nagyobb mennyiségű szó átvételének hatására, illetve a szógyökök jelentésének elhomályosulása miatt ez a hálózat a nyelvek többségében szétszakadozott. A szóbokrok építkezésének logikája (önhasonlóság, természeti formák) miatt a magyar nyelv kialakulásakor vagy egy műnyelv (egyfajta megtervezett „lingua franca”), mint pl. az eszperantó, vagy – a gyökök mögött rejlő ikonikus képeket is figyelembe véve – az emberi elme fejlődésével párhuzamosan fejlődött. Majd a továbbiakban, ahogy az emberi gondolkodás és kultúra fejlődött, úgy fejlődött a nyelv is, az alapfogalmak köré úgy bokrosodtak a szóbokrok. Az ily módon létrejött ősnyelv a legtisztábban a ma magyarnak nevezett nyelvben őrződött meg az elmélet szerint. Feltételezik továbbá azt is, hogy kulturális szempontból a magyarok elődei inkább átadók semmint átvevők voltak vagy legalábbis rendkívül sikeresen beépítették az átvett tudást és annak szavait, illetve, hogy jóval hosszabb ideje élnek a Kárpát-medencében és környékén. Ez utóbbit az elmélet képviselői igazolva látják az újabb genetikai, régészeti, embertani, összehasonlító népzene-tudományi, népművészeti (tágabb értelemben a népi műveltség által megőrzött elemek), írástörténeti, sőt, a finnugor fősodorral szembemenő nyelvészeti kutatások által is.

## Az alternatív elméletek bírálata

### A nemzettudat kritikája
A bírálók (például Rédei Károly) szerint általában „délibábos  nemzettudatból” táplálkoznak. A "délibábos nyelvész" terminus technicust használja a hivatalos nyelvészet a magyar nyelv finnugor rokonságát tagadó személyekre. A finnugor nyelvrokonságot annak megállapítása születése óta sokan ellenérzéssel fogadják, aminek Rédei szerint az oka, a keletkezéskor sokak szerint még egyértelmű nemzetellenes, célzott politikai szándék.

### A módszertan kritikája
Az elméletet elutasító nézeteknél gyakran megfigyelhető az összehasonlító és történeti nyelvészet széles körben bevett módszereinek tagadása. Így például a magyar nyelv mai köznyelvi változatával dolgoznak, bizonyító erejűnek vélik a hasonlóságokat, illetve nem tekintik mérvadónak a rendszeres hangmegfelelések létét vagy hiányát. A finnugor rokonság támogatói azzal érvelnek, hogy ezt a módszert a nyelvészet más nyelvek (elsősorban a germán) esetén sikerrel alkalmazta, ezért szerintük az kritika nélkül átvehető és alkalmazható a magyar nyelven is. (Pl. az újlatin nyelvek vizsgálatában a latin nyelvvel összhangban álló eredményre vezetett. Az alternatív elméletek ezt tautológiának tartják: szerintük a latin és az újlatin nyelvek összehasonlítása alapján felállított hangtani szabályok érvényességének bizonyítására nem alkalmas az a körülmény, hogy ezen szabályok alapján az újlatinból valóban levezethető a latin. Ugyanakkor még ez sem teljesen igaz, hiszen az újlatin nyelvekre alkalmazott germán hangeltolódási törvény alapján még sohasem sikerült magát a latin nyelvet rekonstruálni. Ez egyben a hangtörvényeken alapuló módszerekkel létrehozott protonyelvek kritikája is.)
Az összehasonlító nyelvtudomány megszületése a 19. században azon feltevésen alapszik, hogy két nyelv rokonságának a vizsgálatakor éppen nem a hasonlóságokra kell figyelni, hanem a rendszerszerű különbségekre. Két szó közötti hasonlóság azért nem bizonyíték az azokat használó nyelvek rokonságára, mert a hasonlóság oka kölcsönzés (sőt, akár véletlen egybeesés) is lehet. Mivel a nyelvek mind hangtanilag, mind jelentéstanilag változnak, a túl nagy megfelelés a nyelvészben, a hivatásos kételkedőben inkább a kölcsönzés, s nem pedig a rokonság gyanúját kelti fel. Ezzel szemben a rendszerszerű különbségek csak a vizsgált szókészlet közös eredetével magyarázhatóak. (Részletesen lásd a rendszeres hangmegfelelések törvénye szócikket.)
Az alternatív elméletek tagadják, hogy véletlen módon több százra tehető egyezések jöhetnének létre, mivel ha a hangalaki azonosság mellett a jelentésbeli megfelelés is adott, a kettő együttesen szerintük igen kevés esélyt ad a véletlenre. Ezen elméletek egyik sarokpontja a nyelvcsaládok areális nyelvkiegyenlítődés útján történő létrejötte, ezért a szóátvételek lehetősége éppenséggel nem érv ellene, hanem bizonyíték mellette.
Az alternatív elméletek hívei szerint rendszeres hangmegfelelések nem minden nyelvben figyelhetők meg, ezért nem lehet azokat általánosítani. Így például semmiféle megütközést nem keltett az, amikor a négyezer éve kihalt eblai nyelv és a mai héber és arab nyelvek azonos gyökeiből vontak le messzemenő következtetéseket.  Magát az Ebla nevet az arab ʾablā szóval párhuzamosítják (= „fehér szikla”). A szóösszehasonlításos módszer szerintük csak akkor kelt megrökönyödést, ha a magyar nyelvtörténettel kapcsolatos, egyébként bevett módszer. Véleményük szerint mind az indoeurópai nyelvcsaládot, mind a finnugor nyelvcsaládot alapvetően a közös szókincs alapján állították fel.[forrás?]

### Nehézségek az egyes elméletek alkalmazása során
A türk rokonítást a régészet alátámasztja. A finnugristák szerint azonban a rokonítható szavak köre a török nyelvek esetén sokkal távolabb esik az úgynevezett alapszókincstől (amit a nyelvek összehasonlításakor elsődlegesen vizsgálnak), mint a finnugor nyelvek esetében. Az „alapszókincs” meghatározása azonban erősen szubjektív. A finnugor rokonságot vallók szerint a finnugor nyelvekkel rokonítható szavak rendszerint elemibbek, alapvetőbbek, primitívebb fogalomkörökbe tartoznak, mint a türk nyelvekkel rokonítható szavak. A magyar nyelvben fellelhető alig 500, finnugor nyelvekkel rokon szó azonban egy alapszókincsnek is csak a nagyon kis töredékét alkotja (és ezek többsége sem kizárólagos a finnugor nyelvekre), nagyobb része azonban vagy török, vagy valamilyen egyéb nem-finnugor, éppenséggel az indoeurópai körbe (is) vezet. Marácz László szerint a finnugor elmélet aluldeterminál: nem lehet olyan lexikai párhuzamokat izolálni, amelyek csak a finnugor nyelvekre érvényesek és más eurázsiai nyelvekre nem. A finnugor rokonság hívei támogatói viszont ezeket a szavakat rendre uráli eredetűnek sorolják be, nem foglalkoznak azok nyelvcsaládokon átívelő párhuzamaival, így az az érvelés, hogy az uráli eredetű szavaink ősibbek lennének a többi nyelvcsaláddal rokon szavaknál, Marácz szerint módszertani hibán (körérvelésen) alapul. Szilágyi N. Sándor így fogalmazta meg a problémát: „A családfa a széttartó irányú mozgásra irányítja az ember figyelmét... Ezzel szemben a gyökerek sok helyről indulnak, némelyek közülük egyesülnek, így egyre kevesebben lesznek, míg végül egyesülnek a fa tövében. Legvastagabbnak a finnugor látszik, de a honfoglalás előtti török sem éppen hajszálgyökér. (És tán még vastagabbnak is látszhatna, ha nem akarták volna annyian és annyira vékonyabbra faragni.)”
Az alapszókincs elmélete még az indoeurópai nyelveket sem képes önmagában rokonítani. Így például az indoeurópai nyelvek többségében közös a vas szó. Ebből azt a következtetést vonják le, hogy az indoeurópai nyelvi egység a vaskorban még fennállt. Ugyanakkor a tej szó már nem közös, holott a vaskort jóval megelőzően létezett már a tej. Még inkább alapszókincsbe illőnek látszik a láb, ami közös, míg a kéz már nem közös. Az alapszókincshez tartozónak gondolt lazac jelentésű germán lox (német Lachs) alapján komoly elméletté vált az indoeurópaiak északi származására vonatkozó elgondolás. Azonban ennek rokonát a hindi lak szóban találták meg, amelynek jelentése „rózsaszínű máz”. (Magyarban: lazac!) Ez épp olyan délibábos, célorientált nyelvi bűvészkedés az indoeurópai nyelvészektől, mint amilyeneket az alternatív elméletek fejére olvasnak. Ezért az alapszókincs elmélete csak erős megszorításokkal, fenntartásokkal tekinthető tudományos módszernek. A magyar–türk nyelvrokonság elmélete mellett szól másrészről az is, hogy nagyjából a finnugor nyelvészet által is használt összehasonlítási módszereket alkalmazza. Ezeket ma már egyre több nyelvész erősen megkérdőjelezi.
A nyelvészek között ma már nem elfogadott az altaji nyelvek (török nyelvek és mongol nyelvek) rokonságának bizonyítása sem, bár sokáig az volt. A mandzsu, hun, avar nyelvek idetartozása pedig különösen kérdéses.  Szima Csien K. e. kb. 100-ban 130 kötetes művének (témája: Kína és a szomszédos népek történelme) 110. kötetét a hunokról írta. A hunok nyelvét a tudósok általában kihalt ótörök nyelvnek tartják, bizánci krónikák szerint pedig az avarok a hunok utódai.
A sumer nyelvi eredetkutatás talán legsúlyosabb módszertani hiányossága, hogy nem a lehető legkorábbi magyar nyelvemlékeket, hanem a mai, 20–21. századi nyelvállapotot veszik alapul. További érvekhez, melyek kétségbe vonják e kutatások hitelét, lásd a Sumer–magyar nyelvelméletek című cikket. Mindemellett az a körülmény, hogy még a mai nyelvállapotban is felismerhetőek bizonyos hasonlóságok, talán csak azt bizonyítják, hogy a magyar nyelv jóval lassabban változik, mint a szabályos hangváltozásokban gondolkodó indoeurópai nyelvek.
A szóbokor (ősnyelv) elmélet ellenzői szerint a teória nyelvészetileg bizonyíthatatlan. Az elmélet támogatói ugyanakkor rendszeresen elfelejtkeznek annak a ténynek az említéséről, hogy az úgynevezett „szóbokor-rendszer” nem más, mint a sémi nyelvekből, s tágabban az afroázsiai nyelvcsaládból jól ismert, sőt, azok alapját képező három betűs gyökrendszer, mely leglátványosabb és minden tekintetben tévedésmentesen működő, az ötletszerű rokonításokat kizáró módon ott és nem a magyarban lelhető föl. Ugyancsak nem szokás említeni, hogy a gyökrendszer nem valami speciális, újonnan vagy újra fölfedezett magyar nyelvi sajátosság, hanem egy olyan „nyelvi állandó”, mely – alapszinten – valamennyi nyelvben fellelhető.[forrás?]. A gyökrendszer importja azonban nem zárható ki, hiszen a magyar nyelvben is láthatók a gyökképzés tendenciái, sőt annak egy még ősibb, a két mássalhangó vázra épülő gyökök változata, amelynek eklatáns példája a k.r hangzóvázra felépülő szóbokor. Ennek egyes elemei hárombetűs gyökök, minden tagjára érvényes azonban, hogy a magánhangzók beillesztése és a kezdő mássalhangzók szemantikai szerepet játszanak. A magyar gyökrendszer kutatása a 19. században Fogarasi János és Czuczor Gergely Akadémiai nagyszótárával éppen csak megindult, amikor az indogermán nyelvelmélet hatására létrejövő finnugor elmélet kutatása kiszorította. A magyar gyökkutatás azóta gyakorlatilag nem létezik. Mind a finnugor, mind az indoeurópai nyelvekben fellelhetők akkád eredetű, vagy akkáddal rokonítható szavak. Ugyanezek az akkád szavak a mai sémi nyelvekben is elterjedtek.
A magyar nyelv rokonságára vonatkozó többi elméletet, mivel érveik nincsenek összhangban a nyelvtudomány bevett módszertanával, a nyelvészek  egy része szintén elveti, s a finnugor nyelvrokonság tényének ellenzői közül sem mindenki támogatja őket. Ez a tény is jelzi, hogy a nyelvtudományról való ismeretterjesztésnek még igen nagy szerepe van az elkövetkezendő évtizedekben, hogy ki-ki maga is eldönthesse, mely érvek szerepelhetnek a tudományos értelemben vett nyelvészet eszköztárában, és melyek nem. A nyelvtudománynak is el kell azonban gondolkodnia azon a kérdésen, hogy az alkalmazott módszereik valóban az egyedül üdvözítő módszerek-e, és a mai nyelvelméletekben meglévő kisebb-nagyobb nehézségek nem arra vezethetők-e vissza, hogy az első germán hangeltolódás alapján kiterjesztett és univerzálissá kikiáltott rendszeres hangmegfeleltetés módszere esetleg egy általánosabb elmélet kicsiny részét képezi?

## Wikipédiás hivatkozások
- Jókai Mór véleménye
- Arany János véleménye versben
- Ady Endre véleménye versben